# Champ Car Series 1994
De Champ Car Series 1994 was het zestiende CART kampioenschap dat gehouden werd tussen 1979 en 2007. Het werd gewonnen door Al Unser Jr. die ook de race op het circuit van Indianapolis won.

## Races
|    | Datum        | Circuit                         | Winnaar            | Tweede             | Derde              | Pole position      |
| 1  | 20 maart     | Surfers Paradise                | Michael Andretti   | Emerson Fittipaldi | Mario Andretti     | Nigel Mansell      |
| 2  | 10 april     | Phoenix International Raceway   | Emerson Fittipaldi | Al Unser Jr.       | Nigel Mansell      | Paul Tracy         |
| 3  | 17 april     | Stratencircuit Long Beach       | Al Unser Jr.       | Nigel Mansell      | Robby Gordon       | Paul Tracy         |
| 4  | 29 mei       | Indianapolis Motor Speedway     | Al Unser Jr.       | Jacques Villeneuve | Bobby Rahal        | Al Unser Jr.       |
| 5  | 5 juni       | Milwaukee Mile                  | Al Unser Jr.       | Emerson Fittipaldi | Paul Tracy         | Raul Boesel        |
| 6  | 12 juni      | Belle Isle Park                 | Paul Tracy         | Emerson Fittipaldi | Robby Gordon       | Nigel Mansell      |
| 7  | 26 juni      | Portland International Raceway  | Al Unser Jr.       | Emerson Fittipaldi | Paul Tracy         | Al Unser Jr.       |
| 8  | 10 juli      | Cleveland                       | Al Unser Jr.       | Nigel Mansell      | Paul Tracy         | Al Unser Jr.       |
| 9  | 17 juli      | Stratencircuit Toronto          | Michael Andretti   | Bobby Rahal        | Emerson Fittipaldi | Robby Gordon       |
| 10 | 31 juli      | Michigan International Speedway | Scott Goodyear     | Arie Luyendyk      | Dominic Dobson     | Nigel Mansell      |
| 11 | 14 augustus  | Mid-Ohio Sports Car Course      | Al Unser Jr.       | Paul Tracy         | Emerson Fittipaldi | Al Unser Jr.       |
| 12 | 21 augustus  | New Hampshire Motor Speedway    | Al Unser Jr.       | Paul Tracy         | Emerson Fittipaldi | Emerson Fittipaldi |
| 13 | 4 september  | Stratencircuit Vancouver        | Al Unser Jr.       | Robby Gordon       | Michael Andretti   | Robby Gordon       |
| 14 | 11 september | Road America                    | Jacques Villeneuve | Al Unser Jr.       | Emerson Fittipaldi | Paul Tracy         |
| 15 | 18 september | Nazareth Speedway               | Paul Tracy         | Al Unser Jr.       | Emerson Fittipaldi | Emerson Fittipaldi |
| 16 | 9 oktober    | Laguna Seca                     | Paul Tracy         | Raul Boesel        | Jacques Villeneuve | Paul Tracy         |

## Eindrangschikking (Top 10)
| Rank | Rijder             | Ptn |
| ---- | ------------------ | --- |
| 1.   | Al Unser Jr.       | 225 |
| 2.   | Emerson Fittipaldi | 178 |
| 3.   | Paul Tracy         | 152 |
| 4.   | Michael Andretti   | 118 |
| 5.   | Robby Gordon       | 104 |
| 6.   | Jacques Villeneuve | 94  |
| 7.   | Raul Boesel        | 90  |
| 8.   | Nigel Mansell      | 88  |
| 9.   | Teo Fabi           | 79  |
| 10.  | Bobby Rahal        | 59  |

1979 · 
1980 ·
1981 ·
1982 ·
1983 ·
1984 ·
1985 ·
1986 ·
1987 ·
1988 ·
1989 ·
1990 ·
1991 ·
1992 ·
1993 ·
1994 ·
1995 ·
1996 ·
1997 ·
1998 ·
1999 ·
2000 ·
2001 ·
2002 ·
2003 ·
2004 ·
2005 ·
2006 ·
2007